# Auke de Vries
Auke de Vries (Bergum, Província de Frísia, 27 d'octubre de 1937) és un escultor i dibuixant neerlandès.

## Biografia
Va estudiar a la Reial Acadèmia d'Art de la Haia. Va treballar inicialment com a pintor i artista gràfic. Des dels anys setanta, fa escultures de metall. Les seves escultures són construccions abstractes de formes geomètriques que semblen surar: línies, cons, cubs, cilindres i plànols. De Vries alinea les seves imatges en el conjunt arquitectònic.
De 1972 a 1986 va ser professor de l'Acadèmia d'Art de la Haia i de 1986 a 1996 a l'Acadèmia Estatal d'Art d'Amsterdam. De Vries viu i treballa a la Haia.

## Obres

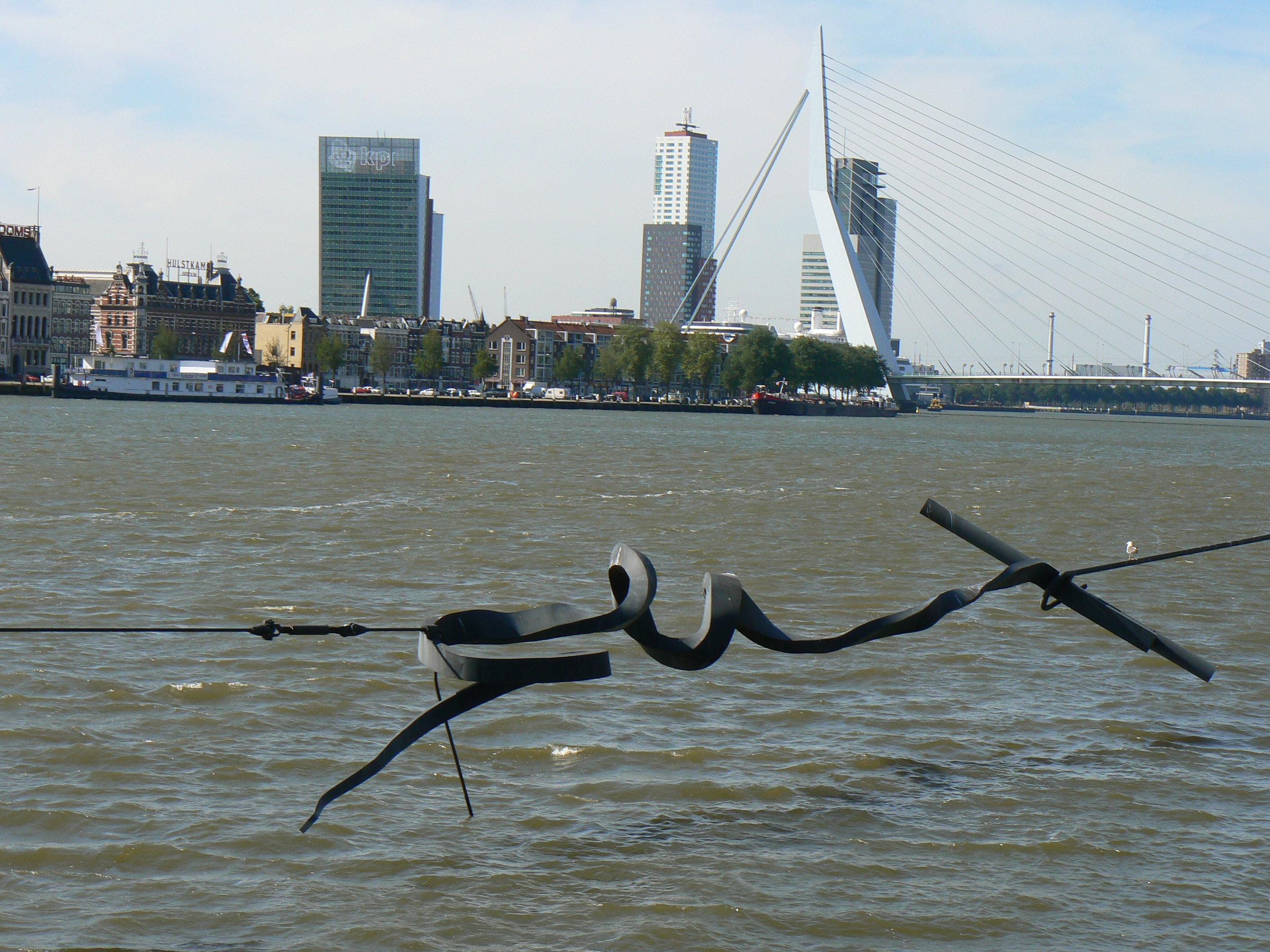
Maasbeeld (1982), Rotterdam.
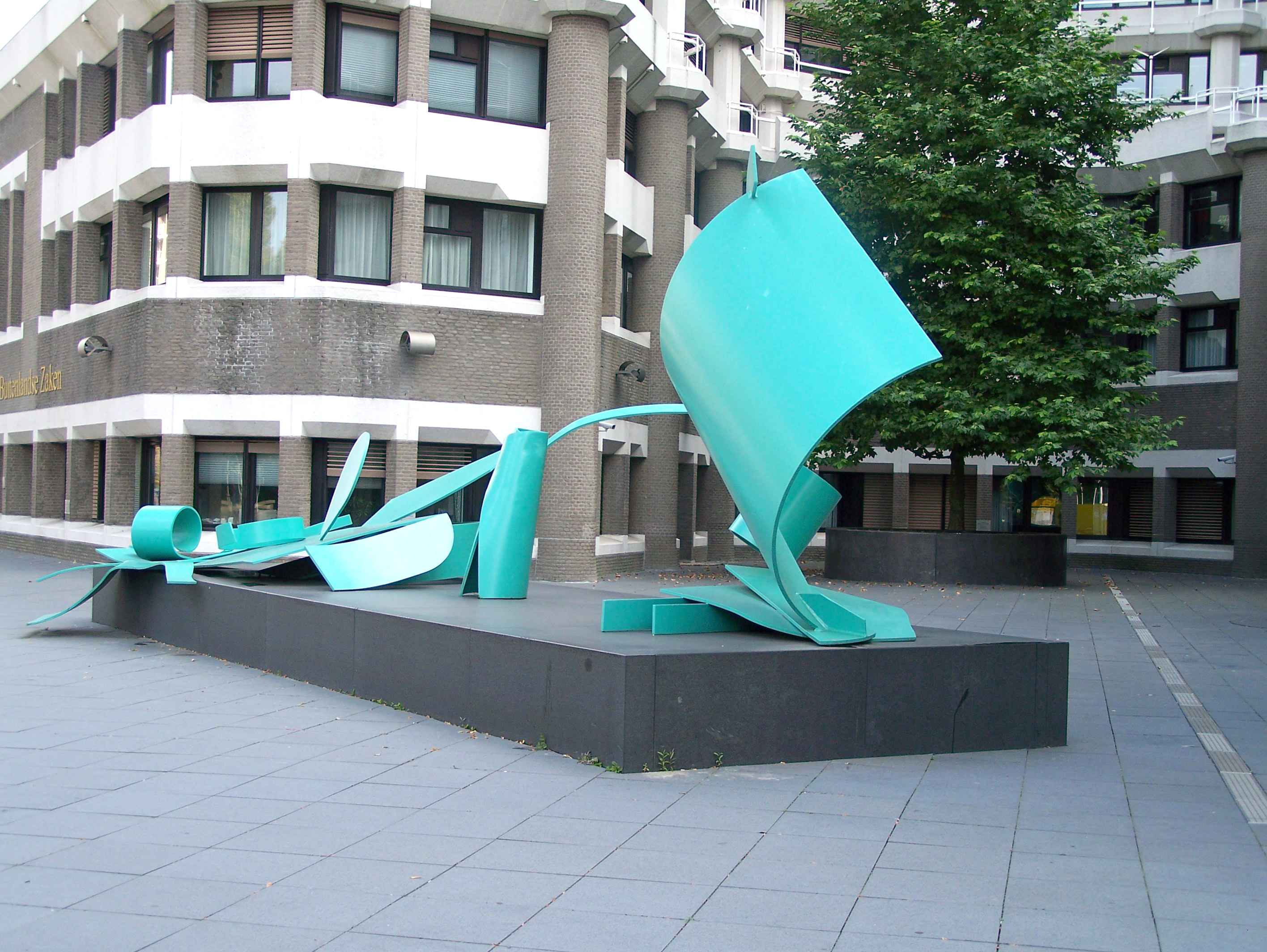
Sense títol (1984), la Haia.
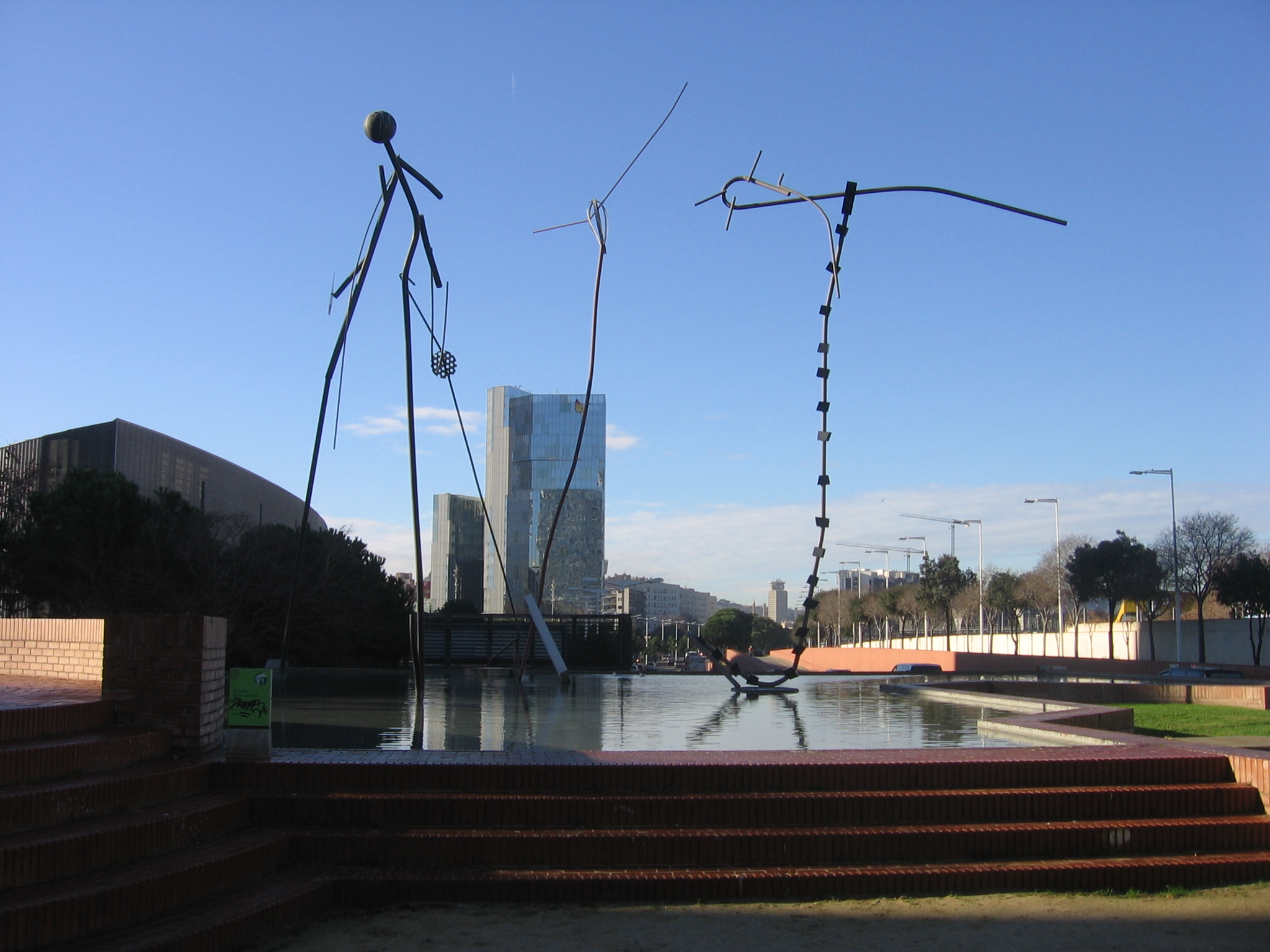
El poder de la paraula (1992), Barcelona.
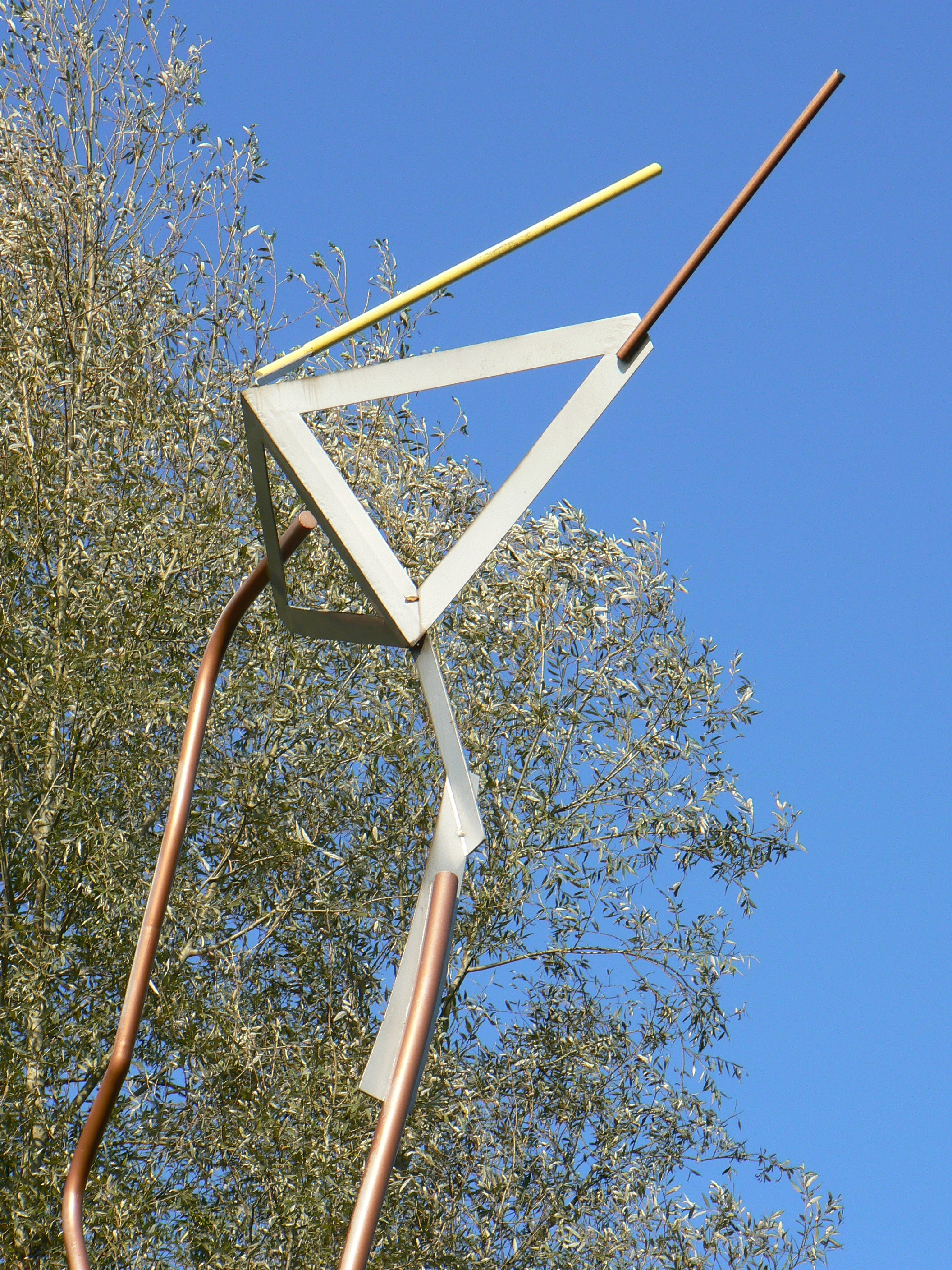
Sense títol (1992), Groningen.
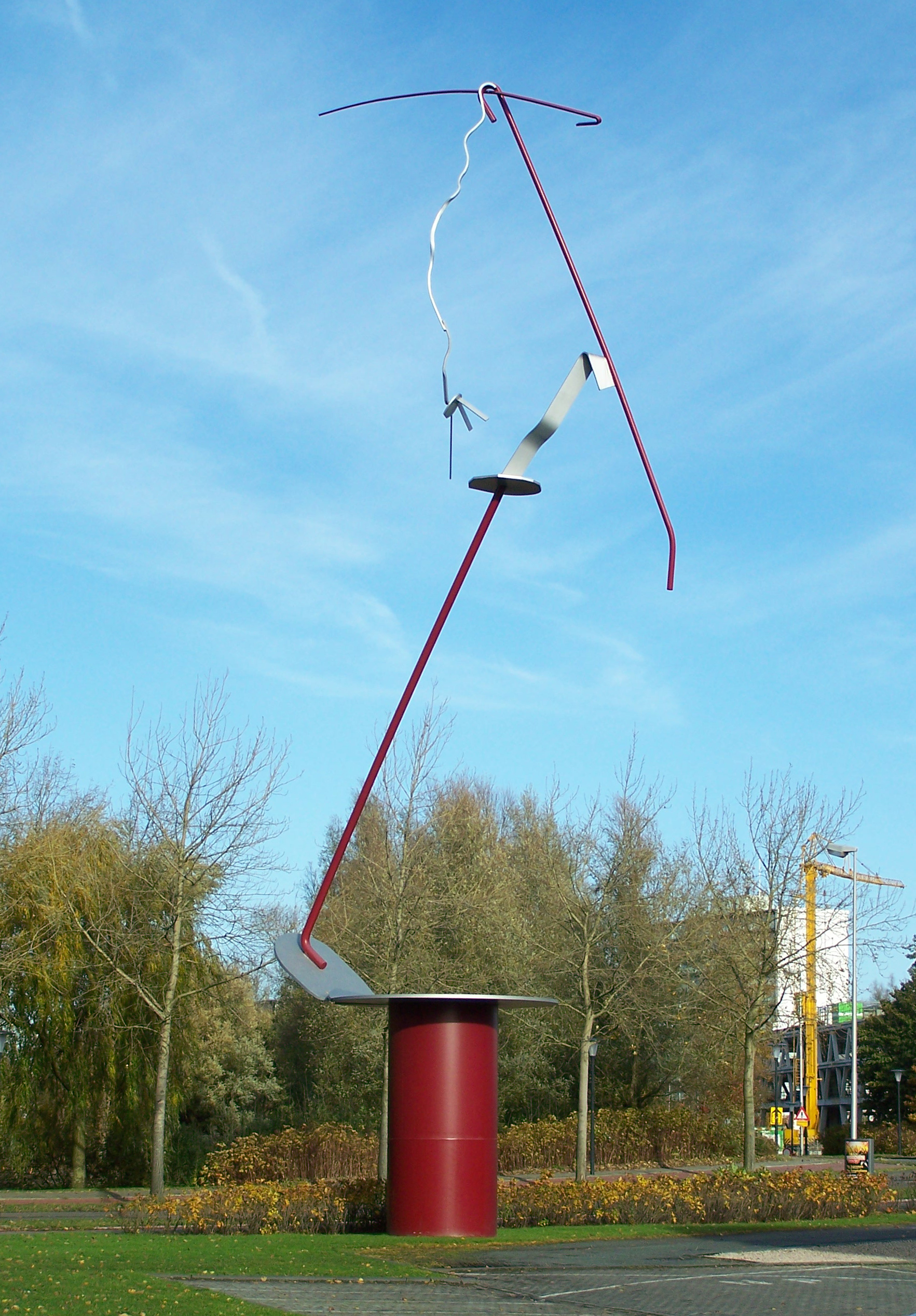
Sense títol (1992), Leeuwarden.
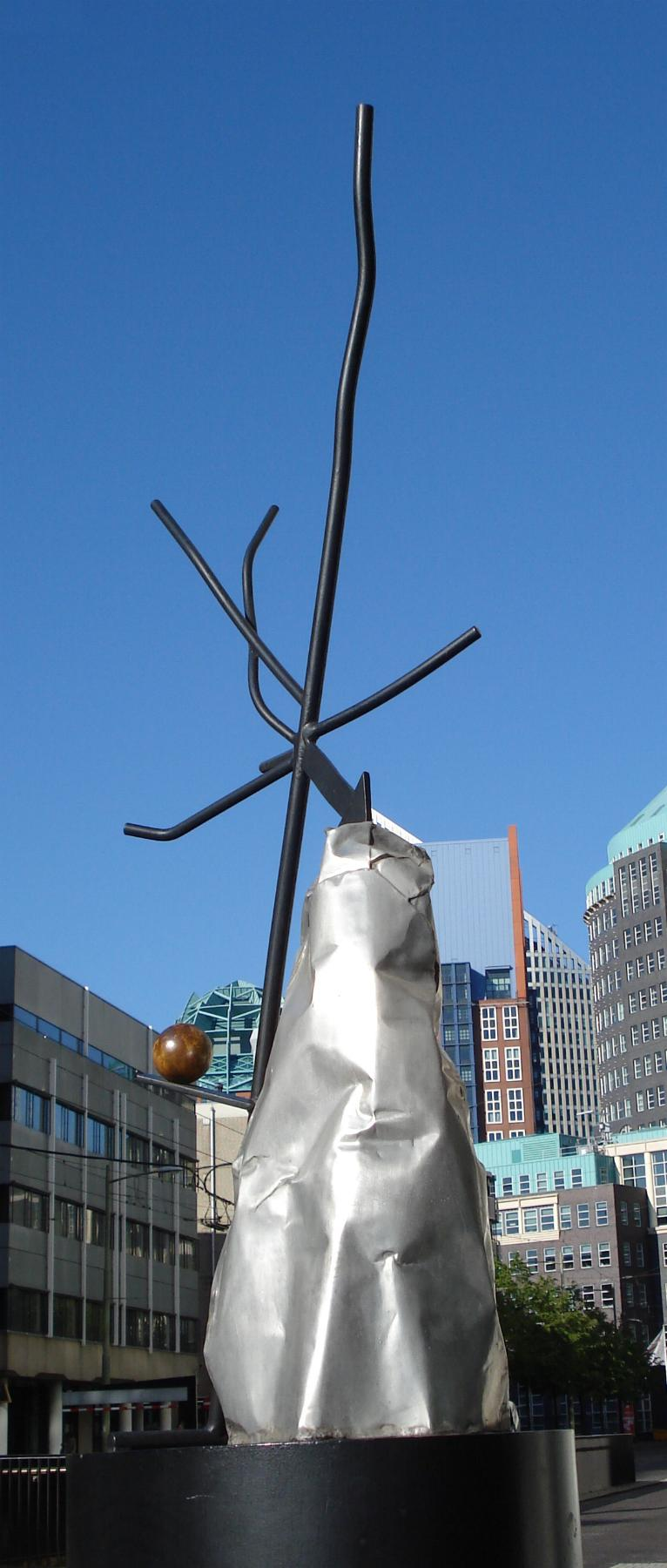
Sense títol (1994), la Haia.
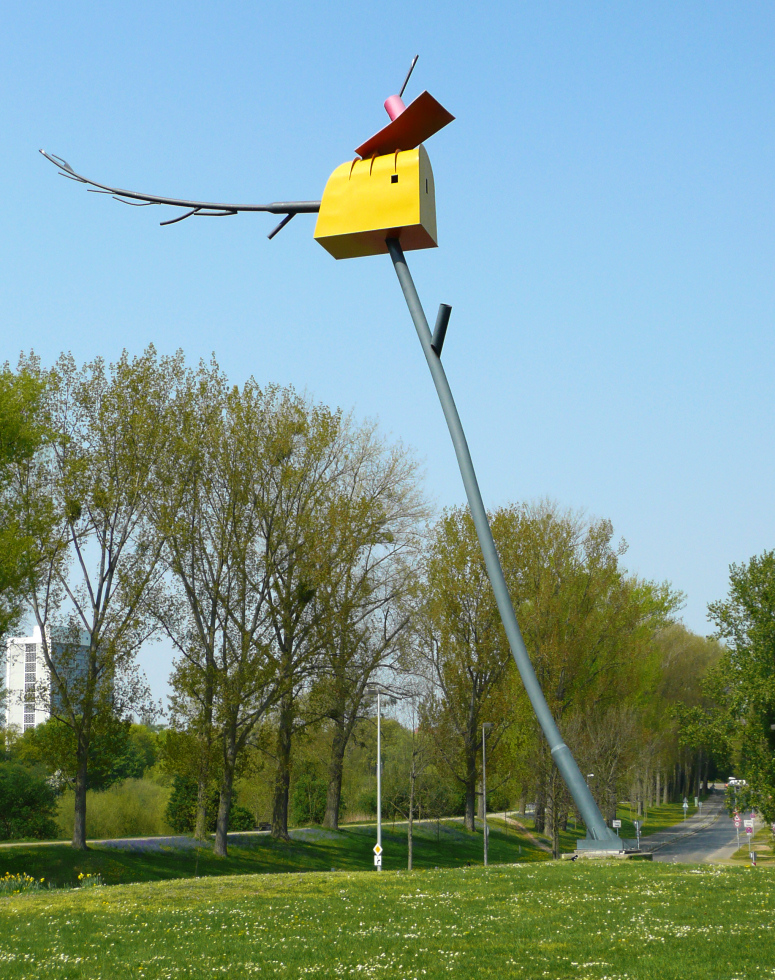
Sense títol (2000), Hannover.
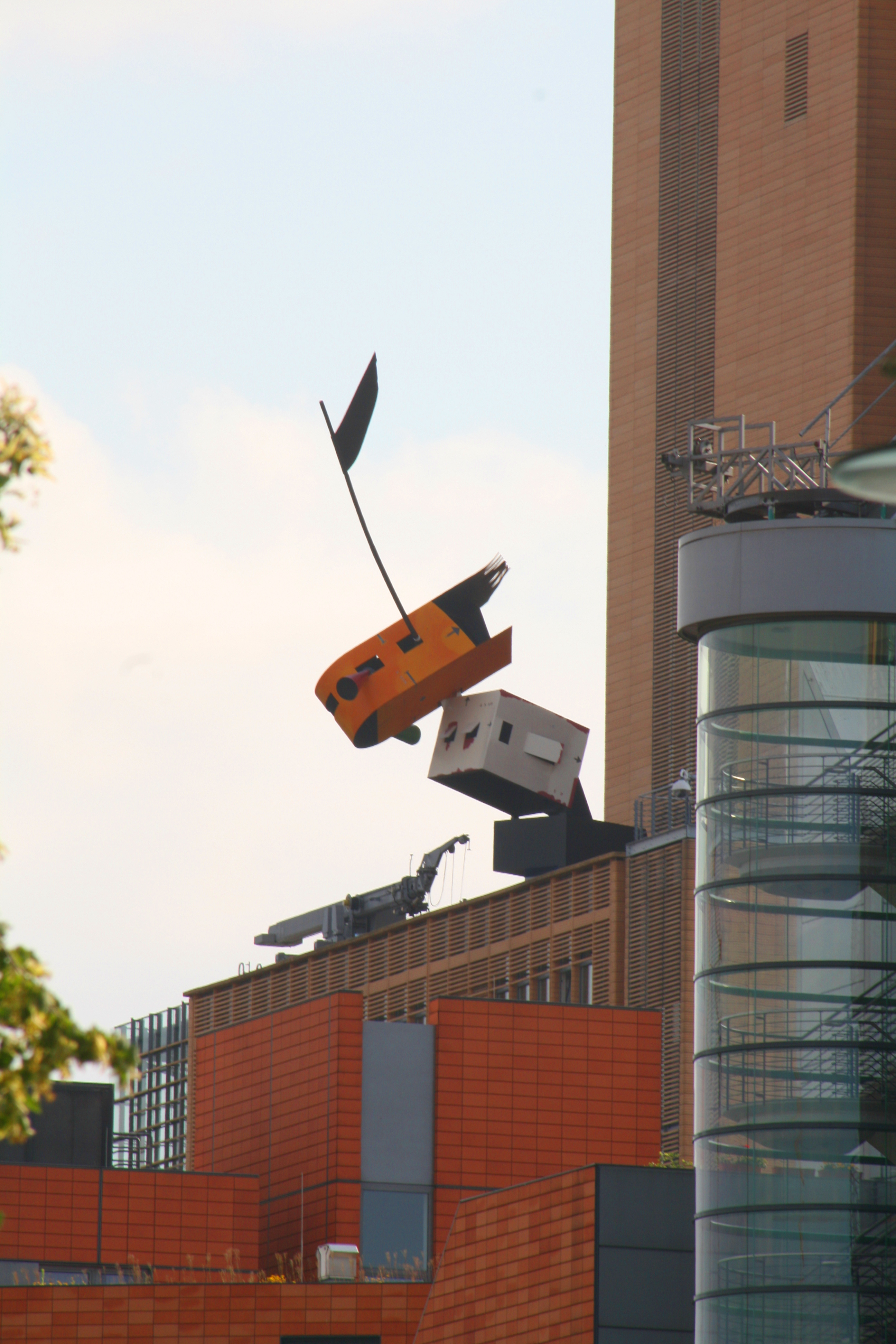
Landed of Gelandet (2001), Berlín.
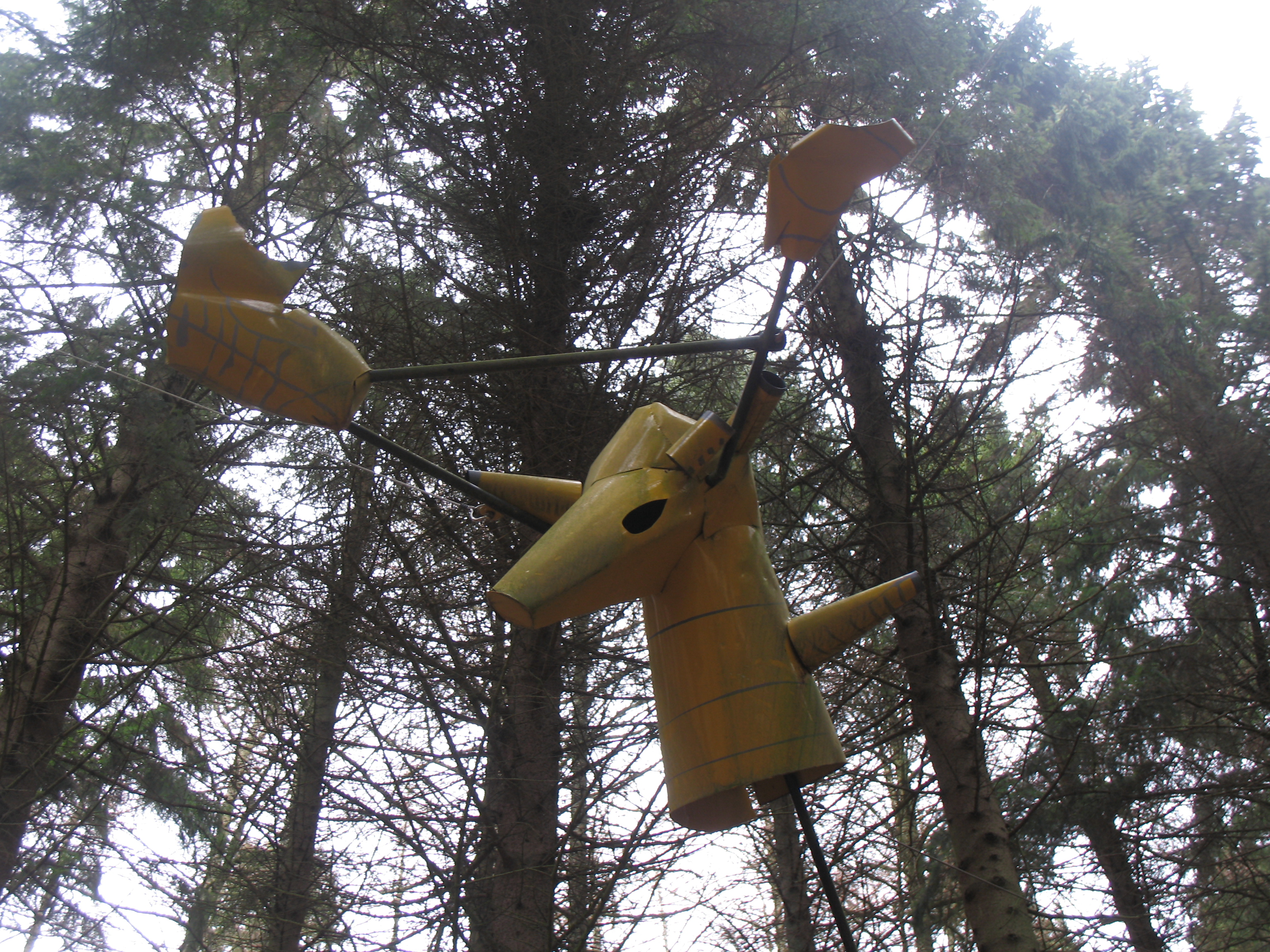
Apparition (2002), Aberdeen.
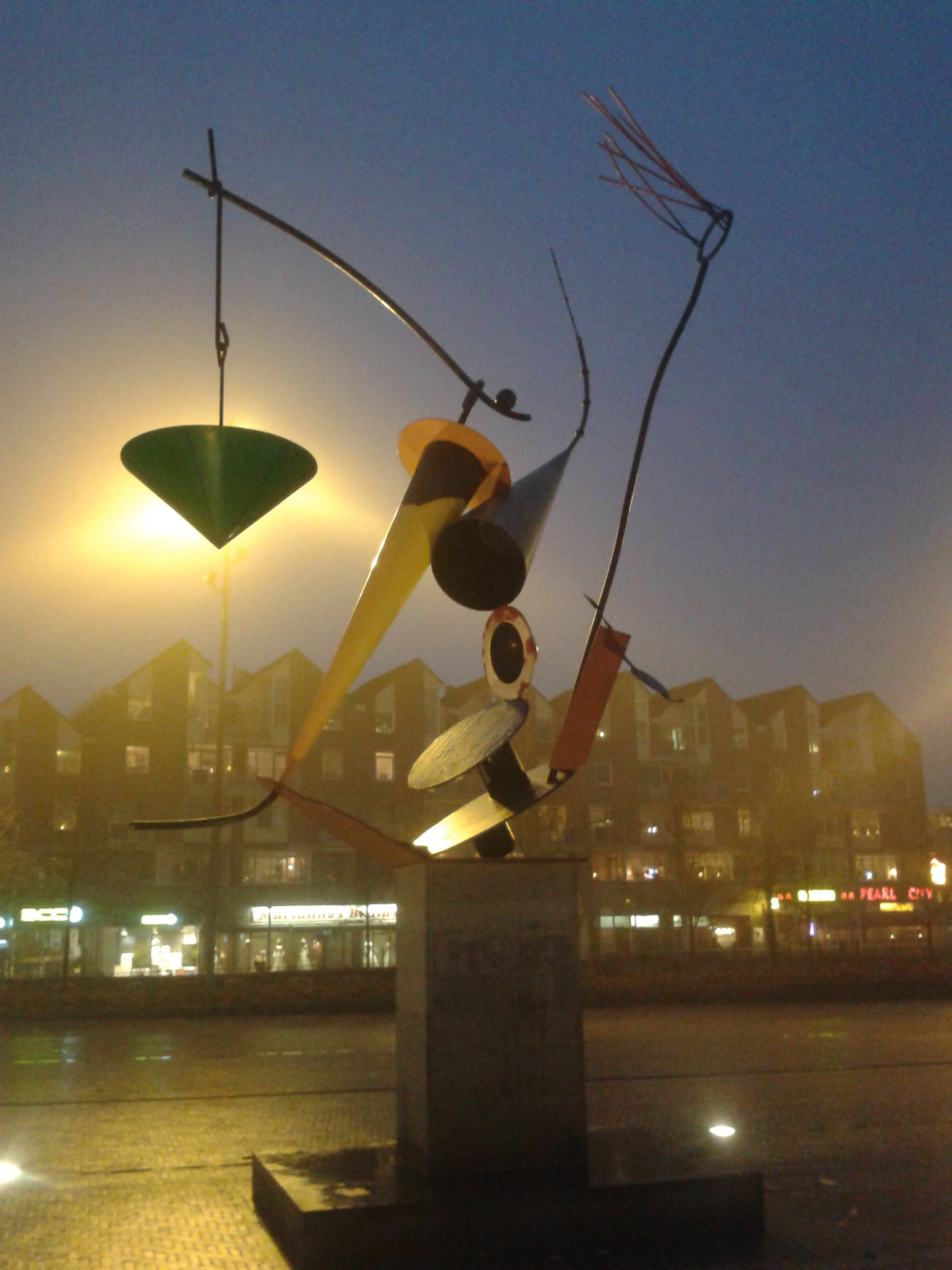
Sense títol (2005), Ede.